# Anastasija Krajduba

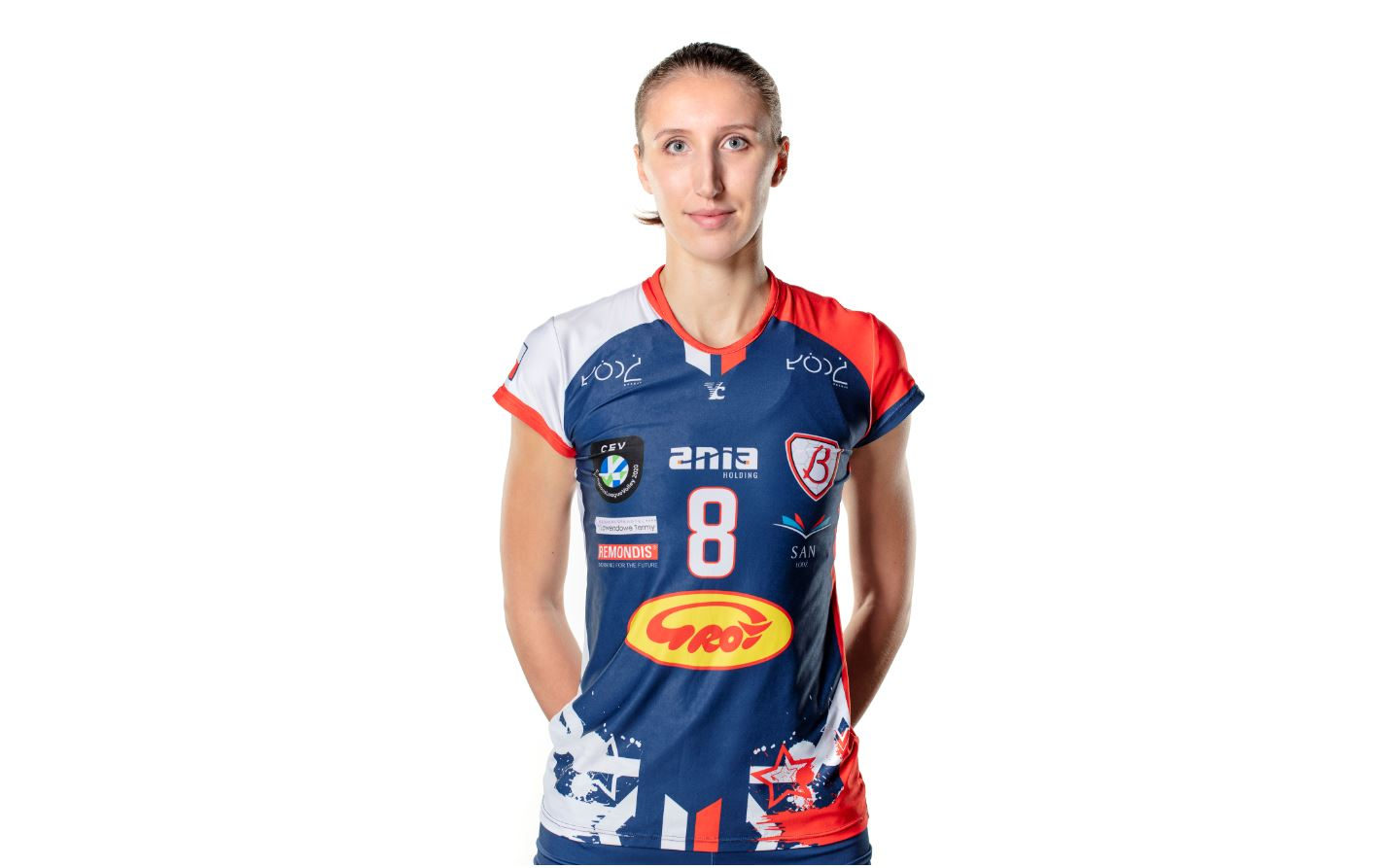
Anastasija Krajduba zawodniczką Grot Budowlanych Łódź

Anastasija Krajduba z d.Czernucha, ukr. Анастасія Крайдуба (ur. 15 kwietnia 1995 w Odessie) – ukraińska siatkarka, reprezentantka kraju, grająca na pozycji atakującej.

## Sukcesy klubowe
Puchar Ukrainy:
- 2014, 2015, 2016, 2017, 2018[6], 2021

Mistrzostwo Ukrainy:
- 2014, 2015, 2016, 2017, 2018[7], 2021[8]

Superpuchar Ukrainy:
- 2016, 2017, 2020

## Sukcesy reprezentacyjne
Letnia Uniwersjada:
- 2015
- 2017

Liga Europejska:
- 2017[9], 2023[10], 2025[11]

## Nagrody indywidualne
- 2018: Najlepsza atakująca ukraińskiej Superlihi w sezonie 2017/2018[12]